# Muhamed Omić
Muhamed Omić (ur. 4 kwietnia 1985 w Tuzli) – bośniacki piłkarz występujący na pozycji obrońcy w bośniakim klubie Bratstvo Gračanica. Wychowanek Slobody Tuzla, w swojej karierze reprezentował także barwy FK Inđija, Budućnostu Podgorica, Zvijezdy Gradačac oraz GKS-u Tychy.